# Kenneth Van Rooy
Pour les articles homonymes, voir Van Rooy.
Kenneth Van Rooy (né le 8 octobre 1993 à Turnhout) est un coureur cycliste belge, membre de l'équipe Bingoal WB.

## Biographie
Kenneth Van Rooy naît le 8 octobre 1993 à Turnhout dans la province d'Anvers en Belgique.
Il devient en 2009 champion de la province d'Anvers sur route débutants. En 2011, il remporte la 3e étape de Liège-La Gleize. En 2012, il entre dans l'équipe Lotto-Belisol U23. Au cours de l'année 2014, il remporte la Topcompétition. 
En 2015, l'équipe change de nom et devient Lotto-Soudal U23. Mi-juillet, il remporte le classement général du Tour de la province de Liège. Deux jours plus tard, le 19 juillet, il est annoncé que Kenneth Van Rooy devient stagiaire chez Lotto-Soudal pour la période du 1er août au 31 décembre, comme ses coéquipiers Dries Van Gestel et Frederik Frison. En fin de saison, il signe un contrat avec l'équipe continentale professionnelle belge Topsport Vlaanderen-Baloise.

## Palmarès et classements mondiaux

### Palmarès sur route
- 2009[1]
  - Champion de la province d'Anvers sur route débutants
  - Coupe Marcel Indekeu débutants
- 2010
  - 2e du Trophée des Flandres
  - 2e de la Vlaams-Brabant Classic
- 2011
  - 3e étape de Liège-La Gleize
  - 2e du championnat de la province d'Anvers du contre-la-montre juniors
- 2013
  - Grand Prix de Vilvorde
  - 2e du championnat de la province d'Anvers sur route espoirs
- 2014
  - Vainqueur de la Topcompétition
- 2015
  - Classement général du Tour de Liège
  - 4e du championnat d'Europe sur route espoirs
- 2019
  - 2e de l'Internationale Wielertrofee Jong Maar Moedig
- 2020
  - 2e du Tour d'Antalya
- 2022
  - 3e de la Coupe Sels

### Classements mondiaux
| Année                                 | 2012 | 2013 | 2014 | 2015 | 2016 | 2017  | 2018 | 2019 | 2020 | 2021 | 2022 | 2023  | 2024 |
| ------------------------------------- | ---- | ---- | ---- | ---- | ---- | ----- | ---- | ---- | ---- | ---- | ---- | ----- | ---- |
| Classement mondial                    |      |      |      |      | nc   | 2857e | 828e | 574e | 375e | 259e | 198e | 1274e | 821e |
| UCI Europe Tour                       | 811e | nc   | 538e | 252e | nc   | nc    | 551e | 433e | 307e | 220e | 161e | nc    | nc   |
|                                       |      |      |      |      |      |       |      |      |      |      |      |       |      |
| Légende : nc = non classéSource : UCI |      |      |      |      |      |       |      |      |      |      |      |       |      |